# 大內義隆
大內義隆 （1507年12月18日—1551年9月30日），是日本戰國時期的武將、守護大名、及公卿。同時也是周防國的在廳官人・大內氏第16代當主。是第15代當主大內義興的嫡子，母親是義興正室東向殿（長門守護代內藤弘矩之女）。
義隆曾擔任周防、長門、石見、安藝、豐前、筑前守護，官位為從二位兵部卿兼大宰大弐兼侍從。在義隆的統治下，領土達到全盛期，同時大內文化也蓬勃發展。然而，義隆的文治政治引起武治派家臣陶隆房的不滿，最終隆房謀反叛變，義隆與其家族選擇自盡。

## 生平

### 幼時與少年時期
義隆幼名為亀童丸（きどうまる），此乃大內義興及大內政弘（義隆祖父）等大內氏歷代當主所使用的幼名。從義隆使用亀童丸這個名字可知，義隆的嫡子地位自幼便已明確確立，這也是為了預防大內家家督交替時產生內部紛爭。義隆在幼兒期受到乳母和許多女性的呵護成長。進入少年時期後，義隆則被稱為介殿樣，這是周防介的略稱，代表大內家當主的世襲地位，顯示了義隆作為嫡子的身份。
雖然義隆成為周防介的具體年份不詳，但根據《高嶺太神宮傳記》，在永正十七年（1520年）已有稱義隆為介殿樣之相關記載，因此可以推測義隆大約是在此時期被任命為周防介。此外，在這前後，義隆還獲得室町幕府第10代將軍足利義稙授予偏諱，正式元服並開始使用義隆這個名字。
元服後的大永二年（1522年），義隆跟隨父親義興出征；到了大永四年（1524年），義隆再次隨著義興前往安藝國作戰。同年五月，義隆率領別動隊前往岩國永興寺，六月進入嚴島，七月與重臣陶興房一起攻打安藝武田氏的佐東銀山城。然而，在八月時，卻遭到以尼子方身分前來救援的毛利元就擊敗。此外，義隆還與山陰的尼子氏發生過戰鬥。
在這段時間內，義隆迎娶了京都公卿萬里小路秀房的女兒貞子作為正室。大永三年（1523年）發生了寧波之亂，之後大內氏獨佔了東海的貿易。

### 繼承家督
享禄元年（1528年）十二月，大內義興逝世，義隆以22歲之齡繼承家督。值得一提的是，大內家在家督交替時常常會發生家族和家臣之間的內訌，但在義隆繼承時並未發生這種情況。這主要是因為義隆的弟弟弘興早逝，親族缺乏，以及重臣陶興房的輔佐所致。
享禄二年（1529年）十二月廿三日，義隆被任命從五位上的官位；享禄三年（1530年）十月九日，義隆獲得與父祖相同的左京大夫官職。

### 勢力擴大
義隆繼承家督之後，自享禄三年（1530年）起，開始與豊後國大友氏的大友義艦以及筑前國少貳氏的少貳資元爭奪北九州霸權。義隆將軍隊交給家臣杉興運和陶興房等人，攻擊少貳氏。隨後，使肥前國的松浦氏臣服，並進一步平定北九州沿岸，掌握了與明朝貿易的利權。然而，在對少貳氏的攻擊中，杉興運遭遇了少貳氏重臣龍造寺家兼的反攻，遭遇大敗（田手畷之戰）。
天文元年（1532年），當大友氏與少貳氏結盟侵攻時，義隆在長府駐軍，為了獲得北九州攻略的正當理由，義隆向朝廷請求擔任大宰大貳的官職，但最終未能成功。
天文三年（1534年），義隆策反龍造寺家兼，使其離開少貳氏，旨在削弱少貳氏的實力。此外，義隆還命令陶興房攻擊大友氏的豊後大本營，但未能成功（勢場原之戰）。與此同時，義隆則是攻擊北肥前的九州探題渋川義長，最終使得渋川氏滅亡。同年，義隆在後奈良天皇的即位禮上捐贈了2千貫銭給朝廷，並在翌年重新申請擔任大宰大弐。雖然天皇一開始同意了，但這個決定在一天內就遭撤回。
天文五年（1536年），義隆終於被任命為大宰大弐，獲得了北九州攻略的正當理由。九月，義隆與龍造寺氏一起在肥前多久城的戰鬥中擊敗了少弐資元，幾乎完成了對北九州地區的平定。此時，他還任命龍造寺氏的本家當主龍造寺胤栄為肥前守護代。
天文六年（1537年），義隆受到室町幕府第12代將軍足利義晴的邀請，試圖前往京都參與幕政。惟行經尼子氏領地時遭遇阻礙，連連失利，最終義隆決定放棄上洛，並專注於領國的治理。
天文七年（1538年），在將軍義晴的斡旋下，義隆與宿敵大友義鑑達成和解。
天文九年（1540年），尼子經久之孫尼子詮久入侵安藝，並與大內氏附庸毛利元就在其居城吉田郡山城展開戰鬥（吉田郡山城之戰）。義隆派遣以陶興房之子隆房（後來的晴賢）為總大將的援軍，成功擊退尼子軍。隨後，義隆開始對尼子氏展開攻略。天文十年（1541年），義隆滅掉了尼子方的安藝武田氏（武田信實、武田信重等）及友田氏（友田興藤），將安藝國完全納入自己的勢力之下。

### 文治政治
天文十年（1541年）十一月，尼子經久去世。隨後在天文十一年（1542年）一月，義隆親自出征出雲國，攻圍尼子氏的居城月山富田城，但因其底下國人衆的倒戈而遭到晴久反擊最終慘敗（月山富田城之戰）。過去認為，義隆因這次敗戰且失去了心愛的養嗣子大內晴持，從此喪失了擴張領土的野心，並開始重用文治派的相良武任，從而與武斷派的陶隆房和內藤興盛發生對立。然而，這一觀點如今已被否定。在月山富田城之戰的翌年，天文十二年（1543年），義隆將姊夫大友義鑑的次男塩乙丸（後來的大內義長）收為養子，改善了與大友氏的關係。同時，讓石見國的小笠原長雄臣服；在備後國則贏得神邊合戰和布野之崩的勝利，擴大了大內氏的版圖。此外，相良氏自大內政弘時期便已仕於大內氏，義隆重用武任並非因敗戰和失意的結果。
天文十六年（1547年），義隆被任命為兵部卿，並派遣天龍寺的策彦周良做為大使，進行了最後一次的遣明船派遣。
天文十七年（1548年），義隆與龍造寺胤信結盟。胤信因拜領義隆的偏諱而改名為隆信。在大內氏的支持下，隆信壓制了對其繼承家督不滿的家臣們。
天文十九年（1550年）八月，義隆接見了來到山口的弗朗西斯科·沙勿略，但沙勿略穿著髒污的旅裝面見，且沒有帶來合適的禮物，這讓義隆非常生氣，因此拒絕了沙勿略的布教請求。沙勿略隨後便前往畿內。同年，有關陶隆房和內藤興盛發動謀反的消息傳出，義隆一度率領大內軍駐守於館中。然而，這場反叛最終只以謠言而告終。義隆的側近冷泉隆豊建議討伐陶氏等武斷派，但義隆並未接受這一建議。
天文二十年（1551年）四月下旬，義隆再次接見了沙勿略。這次沙勿略吸取了之前的經驗，在會見時特別重視外觀，帶著一行人穿著華麗的服裝，並向義隆獻上珍稀文物。這些獻品包括本來打算呈獻給天皇的葡萄牙印度總督和果阿主教的親書，以及望遠鏡、洋琴、置時計、玻璃水壺、鏡子、眼鏡、書籍、繪畫和小銃等。義隆因此授予沙勿略布教的許可，並將大道寺作為他的布教據點。
而從義隆倡導特有的大內文化（包括天主教和眾道），可見義隆是一位注重文化與貿易的大名。此外義隆本身也對和歌與連歌等京都文化事物表達很強的關心，並且與文化人有所來往。

### 大寧寺之變
天文二十年（1551年），陶隆房發動叛亂，大內義隆被迫於長門的大寧寺自殺（大寧寺之變），享年45歲。義隆死後，隆房從大友氏迎來義隆養子大友晴英（大內義長）接任家督，日明勘合貿易斷絕。

## 家系
- 父：大內義興
- 母：内藤弘矩女

- 兄弟姊妹
  - 姊：土佐一條房家室
  - 姊：大友義鑑室
  - 姊：吉見正賴室
  - 義隆
  - 妹：細川持高室
  - 妹：足利義冬室

- 正室：萬里小路秀房之女萬里小路貞子
- 繼室：阿彩（官務家小槻氏女）
  - 大內義尊
- 側室：内藤興盛娘
  - 問田亀鶴丸（大内 義教）
- 養子
  - 大內晴持（父：一条房冬，母:大内義隆的姉，房冬的側室）
  - 大內義長（父：大友義鑑）
  - 尾崎局（父：内藤興盛）

## 出處
1. ↑  福尾（1989）P.50
2. ↑  福尾（1989）P.51
3. ↑  福尾（1989）P.206
4. ↑  福尾（1989）P.526
5. ↑  中司健一（2023）